# 代議士の妻たち
『代議士の妻たち』（だいぎしのつまたち）は、家田荘子による日本の政治家の妻の日常生活を描いたノンフィクション小説で、1987年11月に文藝春秋から出版された。それを原作としたテレビドラマも制作された。

## 概要
1986年に『週刊文春』に連載され、翌年秋、単行本として刊行された。ノンフィクション作家・家田荘子による著作で、家田には、この前に『極道の妻たち』という話題作があり、これは東映によって、岩下志麻主演で映画化（監督・五社英雄）されヒットを飛ばしていた。家田が取り上げている代議士の妻は全部で10人。全員自民党の代議士の妻である。

## テレビドラマ

### 第1作
『代議士の妻たち』（だいぎしのつまたち）のタイトルでTBS系列の「月曜21時枠」で1988年4月4日から5月23日まで放映。主演は大原麗子。
TBSの市川哲夫プロデューサーが、出版元の文藝春秋の編集担当藤沢隆志にドラマ化を申し入れ、快諾を受け、連続ドラマ化された。編成の担当者は田代冬彦。脚本は市川とは3作目になる重森孝子が手がけた。市川も週刊誌程度の政界情報は持ち合わせていたが、独りよがりは危ないので当時『報道特集』で、政治ネタの時にしばしば出演していた駒沢大学助教授の福岡政行にアドバイザーになってもらった。
初回の視聴率は、14.0%（ビデオリサーチ）、14.4%（ニールセン）という数字であったが、2回目は17.8%に跳ね上がり、5月23日の最終回は16.8%だった。政治ドラマでも、やりようによっては数字を取ることができるということが証明されて、新しい鉱脈を探り当てた思いだったと市川は綴る。主役夫婦を演じた大原麗子と山下真司は、翌年のNHKの大河ドラマ『春日局』（脚本・橋田壽賀子）でも、おふく（のち春日局）と稲葉正成として夫婦役を演じている。
このドラマには、家田の原作には全く登場しない、清原代議士の愛人にして金庫番の女性秘書の役が設けられた。モデルは「越山会の女王」。落合多喜という役名で草笛光子が演じた。放送終了後、かつて田中角栄に近い政治記者だった某取締役から、市川に連絡がきた。「ドラマのビデオを全部ダビングして欲しいと昭さん（佐藤昭子）が、言って来てさ。何とかなるかい」とのことだった。草笛の演じる落合多喜にかなりの思い入れをして観ていたらしく、この役が「越山会の女王」をヒントにしたことも事実だったことから、市川はすんなり申し入れに応じることにした。と明かしている。

#### キャスト
- 清原律子：大原麗子
- 清原健次郎：山下真司
- 清原誠：三浦竜也
- 清原五月：広瀬珠実
- 清原弥生：藤間紫
- 仁村智子：鳥居かほり
- 落合多喜：草笛光子
- 緑川公平副総裁：西村晃
- 野見山幹事長：芦田伸介（特別出演）
- 清原久代：光本幸子
- 清原浩一郎：橋爪功
- 清原正明：高品格

#### スタッフ
- 原作：家田荘子
- 脚本：重森孝子
- ナレーション：市原悦子
- プロデューサー：市川哲夫
- 演出：坂崎彰
- 製作著作：TBS

#### サブタイトル
1. 夫の実家
2. 覚悟
3. 子供の犠牲
4. 妻の器量
5. わしの酒が飲めんのか!
6. 土下座
7. 最後のお願い
8. 一番大事な人

### 第2作
『代議士の妻たちII』のタイトルで前作と同じくTBS系列「月曜21時枠」で1989年1月9日から3月20日まで放映。主演は渡瀬恒彦、賀来千香子。放送初回は昭和天皇崩御直後だったため全編スポンサー自粛で放映された。民放の連続ドラマで元号が平成に変わってから最初に放映された作品でもある。
パート2は、妻から夫の代議士にストーリーのウエイトが変わり、よりドラマチックな内容となり、全11回の平均視聴率は16.5%を記録。前作の第1シリーズを僅かながら上回った。特にハイジャック事件を盛り込んだ第7回、第8回は視聴率が20%に迫り、フジテレビ月9ドラマ『君の瞳に恋してる!』（中山美穂主演）を視聴率で凌ぐ勢いを見せた。
放送が終わった後、市川プロデューサーは『ウォールストリートジャーナル』東京支局の若い女性記者から取材を受けた。日本語が堪能なこの記者は、ドラマの視聴者で、天皇崩御とかリクルート事件のタイミングで、政治ドラマが放送されたことに興味を覚えたといい、記事は同紙で大きく取り上げられた。市川は取材を受ける中で、『代議士の妻たち』2作は、まさに時代の変わり目だったゆえに成立し、かつ視聴者にも注目されたのだと再認識した。と記している。

#### キャスト
- 金森壮太郎：渡瀬恒彦
- 金森千佳子：賀来千香子
- 金森加寿：乙羽信子
- 金森悠子：小川範子
- 国枝幹保：佐藤慶
- 清原健次郎：山下真司
- 才賀秘書：田山涼成
- 林原浩：長谷川哲夫
- 末永要三：小松方正
- 木島記者：益岡徹
- 小谷みどり：真野あずさ
- 料亭「中本」茜：加賀まりこ
- 野見山副総理のちに総理：芦田伸介（特別出演）
- 鬼塚代議士：花沢徳衛
- 佃総理：池部良

#### スタッフ
- 前作と同じ。

#### サブタイトル
1. ウラ目に出た再婚
2. 身内のスキャンダル
3. 夫と女性秘書
4. 夫の留守に…
5. 秘書の裏工作
6. 十五歳の選択
7. 事件
8. 人命は地球よりも重し
9. ウマすぎる話
10. 逮捕
11. 金森壮太郎の責任

### スペシャル
『ドラマ特別企画 代議士の妻たちスペシャル』として1993年3月29日にTBS系列「月曜ドラマスペシャル」（現：月曜ゴールデン）枠で放映。
パート2放送から3年、日本の政治は混迷を極めていた。いわゆる55年体制は、冷戦終結とともに時代的役割を終えつつあった。佐川急便事件などで、永田町は騒然としていた。そんなタイミングで、スペシャルドラマとして制作されたのが本作であった。政界のドンと謳われた大物代議士夫妻を、西村晃、岩下志麻が演じて話題となった。連続ドラマからは、渡瀬恒彦、益岡徹が出演、他に原作者の家田が実名出演、代議士の妻たちの集大成としての作品となった。

#### キャスト
- 緑川美都子：岩下志麻
- 緑川公平：西村晃（特別出演）
- 緑川嘉一：国広富之
- 緑川晶子：鷲尾いさ子
- 渡瀬恒彦（特別出演）
- 大滝秀治
- 津島恵子
- 益岡徹
- 加藤武
- 小坂一也
- 内田朝雄
- 家田荘子（特別出演）他

#### スタッフ
- 1・2シリーズとほぼ同じ。

## 書籍情報
- 家田荘子『代議士の妻たち』文藝春秋、1987年11月。 ISBN 978-4163418803。
  - 家田荘子『代議士の妻たち』文春文庫、1990年6月。 ISBN 978-4167509026。